# Lůno (film)
Lůno (v originále Womb) je film z roku 2011. Režisérem a scenáristou filmu je Benedek Fliegauf  a v hlavních rolích vystupují Eva Greenová a Matt Smith . Film vznikal v koprodukci Německa, Maďarska a Francie .

## Děj filmu
Film začíná pohledem na těhotnou ženu (Eva Green), která říká svému nenarozenému dítěti, že jeho otec odešel, ale že společně začnou nový život. Poté je vyprávěn milostný příběh mezi dvěma dětmi, Rebeccou a Tommym, kteří si navzájem přísahají věčnou lásku. Zanedlouho se ale rozdělují, když Rebecca náhle odjíždí za svou matkou do Japonska. O dvanáct let později se Rebecca vrací jako mladá žena a zjišťuje, že si ji Tommy (Matt Smith) nejen stále pamatuje, ale že se také o ni stále hluboce zajímá. Začínají spolu nový vztah.
Tommy je politický aktivista, který bojuje proti biotechnologickým společnostem, které plánují otevřít nový přírodní park obývaný zvířaty uměle vytvořených klonováním. Tommy chce zkazit inaugurační ceremonii batohy plných švábů. Rebecca, která je geoložka a shání nové podnikové lokality z přírodních zdrojů, trvá na tom, že Tommyho doprovodí.
Když přijíždí na místo nového přírodního parku přes osamělou krajinu, Rebecca požádá Tommyho, aby zastavil, aby se mohla jít vymočit. Zatímco Rebecca vyjde z auta a hledá vhodné místo, Tommy opustí auto a je sražen a zabit náhle projíždějícím vozidlem .
Zatímco Rebečiny a Tommyho rodiče jsou zasaženi žalem, Rebecca chce využít nového vědeckého pokroku, aby Tommyho naklonovala a tím ho přivedla zpět k životu. Nabízí se, že u umělého oplodnění použije Tommyho embryo a posléze Tommyho porodí. I přes nesouhlas Tommyho matky, jeho otec nakonec dá Rebecce Tommyho buněčný materiál, ale nutí ji, aby si pečlivě rozmyslela své rozhodnutí. Nicméně Rebecca ve svém plánu pokračuje a pomocí císařského řezu se jí narodí nový Tommy .
Tommy je nyní vychováván jako syn Rebeccy a mají mezi sebou úzký vztah. Rebecca mu představí Plea, hračku ještěra, umělé žijící zvíře vytvořené pomocí nové biotechnologie. Tommy a jeho kamarádi si nechtějí hrát s dívkou ze sousedství, protože je klon. Matky ze sousedství také vyjádří předpojatost vůči „kopiím“ a řeknou Rebecce, aby nenechávala svého syna hrát si s nimi. Ačkoliv je Rebecca šokovaná, nechce izolovat svého syna od společnosti. Každý si vypráví o Tommyho původu a ten je nakonec donucen strávit narozeniny sám se svou matkou, protože jeho kamarádi k němu kvůli svým matkám nemohli přijít.
Rebecca se s Tommym přestěhuje na vzdálenější místo. Tommy se začne ptát na otázky ohledně sebe a jeho otce a chce vědět, jak jeho otec zemřel. Zahrabe Plea, hračku, kterou mu matka dala k narozeninám, zatímco si hrál s kamarádem, čímž hračku zničí. Jeho matka to zjistí a dá mu Plea zpět, i když nyní nefunguje.
Po letech Tommy vyroste do věku a vzhledu stejně, jako když zemřel ve svém prvním životě. Nyní je dospělým synem stále mladistvé Rebeccy. Když si Tommy vezme domů přítelkyni, aby s nimi zůstala, Rebecca se k jeho i jeho přítelkyně úžasu chová žárlivě. Tommyho pravá matka, nyní stará žena, nečekaně přijíždí na návštěvu a mlčky zírá na Tommyho, který cítí, že poznává cizince. Je vystrašen a frustrován, že mu není poskytováno žádné vysvětlení, tak se oboří na Rebeccu a ignoruje svou přítelkyni, která ho krátce poté opouští.
Tommy vztekle požaduje odpověď od Rebeccy, která mu dá starý laptop obsahující fotky původního Tommyho, kterému i patřil, s jeho matkou a otcem. Tommy se poprvé miluje s Rebeccou a podle krvi na její ruce to znamená, že teprve při tomto procesu ztratila panenství. Následující den Tommy sbalí své věci a odjíždí – těhotná Rebecca z první scény filmu nese Tommyho dítě.

## Obsazení
| Eva Green           | Rebecca           |
| Matt Smith          | Tommy             |
| Lesley Manville     | Judith            |
| Peter Wight         | Ralph             |
| István Lénárt       | Henry             |
| Hannah Murray       | Monica            |
| Ruby O. Fee         | Rebecca v dětství |
| Tristan Christopher | Thomas v dětství  |
| Natalia Tena        | Rose              |
| Ingo Hasselbach     | Walter            |
| Ella Smith          | Molly             |
| Wunmi Mosaku        | Erica             |
| Amanda Lawrence     | učitelka          |

## Recenze
- Tereza Janíková, topzine.cz, 18. srpna 2011,  [6]
- Aleš Stuchlý, Rozhlas.cz, 15. srpna 2011  [7]
- Tomáš Stejskal, Centrum.cz, 26. srpna 2011  [8]
- Václav Carvan, bestfilm.cz, 18. srpna 2011,  [9]
- Vratislav Šálek, filmserver.cz, 16. srpna 2011  [10]